# Elite Model Look
Elite Model Look este un concurs de frumusețe organizat anual de casa de modă Elite Model Management. Primul concurs a avut loc în anul 1985 sub numele de "Look of the Year". Participantele la concurs pot fi numai fete care n-au fost, sau numai cu puțin timp înainte au lucrat ca fotomodel. În cazuri de excepție, pot participa la concurs, mai multe candindate dintr-un stat mai mare ca de exepmplu SUA. Câștigătoarea va beneficia de contracte de angajare ca fotomodel la Elite Model Management, a căror valoare se ridică la suma de 325.000 USD (dollari). Unele dintre fotomodele renumite lansate de casa de modă Elite au fost: Heidi Klum, Karen Mulder, Gisele Bündchen,  Isabeli Fontana, Frederique van der Wal, Alessandra Ambrosio, Linda Evangelista, Ana Beatriz Barros, Stephanie Seymour, Tatjana Patitz și Cindy Crawford.

## Câștigătoare
| Anul | Nume                   | Țara          | Locul concursului           |
| ---- | ---------------------- | ------------- | --------------------------- |
| 1983 | Lisa Hollenbeck        | USA           | Acapulco, Mexic             |
| 1985 | Frederique Van Der Wal | Țările de Jos | Mauritius                   |
| 1986 | Maria Lindkvist        | Suedia        | Forte dei Marmi, Italia     |
| 1987 | Debbie Chin            | USA           | Taormina (Sizilien), Italia |
| 1988 | Kelly Browne           | USA           | Atami, Japonia              |
| 1989 | Ines Sastre            | Spania        | Paris, Franța               |
| 1990 | Wendy Weldhuis         | Țările de Jos | Rio de Janeiro, Brazilia    |
| 1991 | Ingrid Seynhaeve       | Belgia        | New York City, USA          |
| 1992 | Mariamm Molski         | USA           | New York City, USA          |
| 1993 | Heidi Albertsen        | Danemarca     | Miami Beach, USA            |
| 1994 | Natalia Semanova       | Rusia         | Ibiza, Spania               |
| 1995 | Sandra Wagner          | Elveția       | Seoul, Coreea de Sud        |
| 1996 | Diana Kovalchuk        | Ucraina       | Nizza, Franța               |
| 1997 | Yfke Sturm             | Țările de Jos | Nizza, Franța               |
| 1998 | Alina Puscau           | România       | Nizza, Franța               |
| 1999 | Vika Sementsova        | Ucraina       | Nizza, Franța               |
| 2000 | Linda Vojtová          | Cehia         | Genf, Elveția               |
| 2001 | Rianne Ten Haken       | Țările de Jos | Nizza, Franța               |
| 2002 | Ana Mihajlović         | Iugoslavia    | Tunis, Tunisia              |
| 2003 | Denisa Dvončová        | Slovacia      | Singapore                   |
| 2004 | Sofie Oosterwaal       | Țările de Jos | Shanghai, China             |
| 2005 | Charlotte Belliard     | Franța        | Shanghai, China             |
| 2006 | Denisa Dvořáková       | Cehia         | Marrakech, Maroc            |
| 2007 | Jennifer Messelier     | Franța        | Praga, Cehia                |
| 2008 | Louise Maselis         | Belgia        | Hainan, China               |
| 2009 | Julia Saner            | Elveția       | Sanya, China                |